# Один за всіх!
Один за всіх! (рос. Один за всех!) — радянський короткометражний музичний телефільм 1985 року. Своєрідний бенефіс Миколи Караченцова, знятий ленінградським режисером Олегом Рябоконем.

## Сюжет
Дія відбувається в Ленінграді. Кругом розклеєні афіші — «Скоро на екранах». По місту в таксі їде Він — той, хто зображений на цих афішах. Він під'їжджає до студії Ленінградського телебачення. Його зустрічають і приводять до групи фільму «Один за всіх». Йому раді, його запрошують зніматися в кіно. Це буде Його фільм, всі кажуть, труднощів не буде, всі трюки виконуватиме дублер. Навпроти героя сидить людина — його точна копія. Це і є дублер. Він так добре виконав всі трюки, що тепер уже його запрошують зніматися. Це буде Його фільм, переконують його, а всі трюки виконає дублер. І в групі з'являється… точна копія дублера…

## У ролях
- Микола Караченцов — артист/дублер
- Ірина Селезньова — шанувальниця знаменитих артистів
- Світлана Григор'єва — член знімальної групи
- Євген Тілічеєв — член знімальної групи
- Валерій Кріштапенко — член знімальної групи
- Ірина Кисельова — член знімальної групи
- Гелена Івлієва — член знімальної групи
- Сергій Мучеников — член знімальної групи
- Наталія Коновалова — член знімальної групи
- Іван Краско — артист в телецентрі

## Знімальна група
- Сценарій — Борис Пургалін
- Постановник трюків — Анатолій Ходюшін
- Постановка — Олега Рябоконь
- Оператор-постановник — Микола Горський
- Художник-постановник — Микола Субботін